# Andreas Karkavitsas
Andreas Karkavitsas (12. března 1865 Lechaina, Řecko – 24. října 1922 Maroussi, Řecko) byl řecký lékař, novinář a spisovatel. Byl jedním ze tří velkých představitelů etnografie, spolu s Alexandrosem Papadiamanti a Georgiosem Vizyinosem a vynikajícím představitelem naturalismu v moderní řecké literatuře.

## Životopis
Andreas byl prvorozený syn Dimitrise Karkavitsase a Anny rozené Skaltsa. Měl jedenáct sourozenců, z nichž pouze osm (čtyři chlapci a čtyři dívky) se dožilo dospělosti. Základní vzdělání získal v rodném městě, r. 1883 vystudoval gymnázium v Patrasu, kde se setkal s heptskými učenci a spojil s Aristotelem Valaoritisem. R. 1888 vystudoval lékařskou fakultu na univerzitě v Aténách.
Jako vojenský lékař sloužil v Aténách, Larisse, Messolonghi, na parníku Athena, v Abmiani (Evrytanie), na Krétě, v Thesálii... Ze všech míst zaznamenával tradice a legendy. V roce 1920 se vrátil do armády v hodnosti vedoucího lékaře. R. 1922 byl na vlastní žádost (ze zdravotních důvodů – tuberkulóza) definitivně demobilizován.
Jeho první publikovaná povídka byla „I Asimo“ v roce 1885 v časopise Evdamas D. Kambouroglou. Poté zahájil spolupráci s časopisy Seven of Kambouroglou, Selected Novels of Chiotis a Hestia. V Zakynthosu napsal články o archivech a knihovně Zakynthos, které byly publikovány v novinách New. Začátkem roku 1889 byl přijat jako sloupkař do novin s platem 100 drachem (v té době významný plat) a přinesl mnoho článků s folklorním obsahem. R. 1891 psal pro časopis Estia své články o věznicích v Nafpliu, které představovaly úplný obraz tehdejšího vězeňského systému Řecka. Postupně jeho literární produkce vysychala, aby se úplně zastavila v roce 1910. Zabýval se pak spíše politikou a prosazováním lidového jazyka. Psal články v Numě, což byl orgán populistů, v Akropoli a Chronos, napadal premiéra Theodorose Diligiannise a další, které považoval za překážku pokroku národa.
Již dříve se zapojil do politického života, účastnil se expedičních sil, které šly na Krétu během krétské revoluce v roce 1897, v balkánských válkách v letech 1912–1913, v hnutí Goudi aj.
Karkavitsas psal v evropské tradici naturalismu (příkladem Émile Zola), která se nevyhýbala zobrazování skromnějších částí života mezi skromnými lidmi, spíše než romantizující či přikrášlovací realitě. Byl folkloristou s talentem spřádat pohádky plné autentických detailů života prostých lidí, místních zvyků, nářečí a lidových pohádek i psychologických poznatků o nich. Úspěšný byl jako spisovatel povídek a novel. „The Beggar“ byla novela o podvodnících, násilí a groteskních praktikách profesionálních žebráků (včetně záměrného mrzačení dětí, aby se z nich staly ziskové objekty lítosti). „Logia tis ploris“ vyprávěla o životech námořníků, rybářů a potápěčů, plných tajemných detailů jejich řemesla.

## Dílo
- Diiyimata – Athina: 1892
- I Lyjeri – Athina: 1896
- Thessalikes eikones. O zitianos – Athina: 1897
- Logia tis ploris. Thalassina diigimata – Athina: 1899
- Palies agapes 1885–1897. Athina: 1900
- O arheologos – Athina: 1904
- Griechische Volkserzählungen – autorisierte Übersetzung aus dem Neugriechischen [und bevorwortet] von Karl Dieterich. Leipzig: 1907
- Diiyimata tou yiliou – Athina: 1922
- Diiyimata ya ta palikaria mas – Athina: 1922
- Taxidiotika – eisagogi-anthologisi: Ilias Ch. Papadimitrakopoulos. Athina: 1998
- Proza Grecka XIX wieku: mistrzowie małych form. Część I – przełożyła, wstępami, przypisami, słownikiem i indeksami opatrzyła Małgorzata Borowska. Warszawa: 2017

### V češtině
- Z bojů za volnost otčiny: několik povídek – [Angelos – Georgios Drosinis. Zmrzlá mohyla – Dem. Hatzopulos. Chrysanthos – Andreas Karkavitsas. Assimo – Adreas Karkavitsas] přeložil O. S. Vetti. Praha: Jan Otto, 1897[1]
- Kapitánka – úvod František Sekanina; ze sbírky Hovory paluby; př. Miroslav Stejskal; in: 1000 nejkrásnějších novel... č. 48. Praha: J. R. Vilímek, 1913